# 천계영
천계영(千桂永, 1970년 12월 10일 ~ )은 대한민국의  만화가이다.

## 생애
1970년 충청남도 대전에서 태어나 부산직할시 남구와 서울특별시 양천구에서 성장하였으며, 이화여자대학교 법학과를 졸업하였다.

## 작품 활동
1996년 〈탤런트〉로 "윙크 신인 만화 공모전"에서 대상을 수상하며 데뷔하였다. 데뷔 전 2년 동안 광고 대행사에서 일했으며 문하생 과정을 거치지 않고 만화를 독학으로 공부하였다. 1996년에 서울문화사의 순정 만화 잡지 《윙크》에 첫 연재작인 《언플러그드 보이》를 발표하여 주목을 받았으며, 《언플러그드 보이》 연재를 마치고 1997년부터 《윙크》에 연재를 시작한 《오디션》은 폭발적인 인기를 얻어 1998년부터 2000년까지 순정 만화 판매 부수 1위를 기록했다. 한편 아이돌 그룹 H.O.T.의 뮤직비디오 〈우리들의 맹세〉의 캐릭터 디자인을 했으며, 2002년에는 소설 《더 클럽》을 발표하기도 했다.
《오디션》 연재 종료 후 미국으로 유학을 갔다 돌아와 2003년부터 《윙크》에 《DVD》를 연재하였다. 2007년 《윙크》 8월 15일자부터 《하이힐을 신은 소녀》의 연재를 시작하였고, 2009년부터 인터넷에서 《예쁜 남자》, 2010년부터 《DVD 2》를 연재하였다. 2011년부터는 대한민국의 인터넷 포털 사이트 다음에서 《드레스코드》를 연재하였다. 2015년부터 대한민국 인터넷 포털 사이트 다음에서《좋아하면 울리는》을 연재중이다.

## 작품 목록

### 만화
| 제목               | 연재 매체         | 연재 기간                         | 출판 연도       | 출판사     | 권수 | 비고   |
| ------------------ | ----------------- | --------------------------------- | --------------- | ---------- | ---- | ------ |
| 컴백홈             |                   |                                   | 1997년          | 서울문화사 | 1권  | 단편집 |
| 컴백홈             | 2003년            | 서울문화사                        | 1권             |            |      |        |
| 언플러그드 보이    | 윙크              | 1996년 11월 15일 ~ 1997년 7월 1일 | 1997년          | 서울문화사 | 2권  |        |
| 언플러그드 보이    | 윙크              | 1996년 11월 15일 ~ 1997년 7월 1일 | 2003년          | 서울문화사 | 1권  | 애장판 |
| 오디션             | 윙크              | 1997년 11월 1일 ~ 2001년 11월 1일 | 1998년 ~ 2001년 | 서울문화사 | 10권 |        |
| DVD                | 윙크              | 2003년 ~ 2005년                   | 2003년 ~ 2005년 | 서울문화사 | 8권  |        |
| 하이힐을 신은 소녀 | 윙크              | 2007년 ~ 2010년                   | 2007년 ~ 2010년 | 서울문화사 | 14권 |        |
| 예쁜 남자          | 아이엠닷컴        | 2009년 ~ 2011년                   | 2009년 ~ 2011년 | 서울문화사 | 17권 |        |
| DVD 2              | 다음              | 2010년                            |                 |            |      |        |
| 드레스 코드        | 다음              | 2011년 ~                          | 2012년 ~        | 예담       | 1권  |        |
| 좋아하면 울리는    | 다음/카카오페이지 | 2014년 ~                          | 2016년 ~        | 예담       |      |        |

### 소설
| 제목    | 연재 매체 | 출판 연도 | 출판사 | 권수 | 비고 |
| ------- | --------- | --------- | ------ | ---- | ---- |
| 더 클럽 | 비쥬      | 2003년    | 시공사 | 1권  |      |

### 기타
| 제목                                                                 | 출판 연도 | 출판사     | 권수 | 비고       |
| -------------------------------------------------------------------- | --------- | ---------- | ---- | ---------- |
| 오디션 - 일러스트레이션 & 메이킹 (AUDITION - ILLUSTRATIONS & MAKING) | 2003년    | 서울문화사 | 1권  | 일러스트집 |